# Dar Zarrouk
Le Dar Zarrouk est un palais de la médina de Tunis situé sur la rue des Juges, dans le quartier de Bab Jedid, et classé dans l'inventaire de Jacques Revault, membre du Groupe de recherches et d'études sur le Proche-Orient, comme l'une des grandes demeures citadines historiques de Tunis.

## Historique
Le Dar Zarrouk est une demeure aristocratique qui a été habitée par la famille Zarrouk dont Abou Abdallah Mohamed Larbi Zarrouk, ministre sous le règne d'Hammouda Pacha, et son petit-fils Mohamed Larbi II, Cheikh El Médina. Elle est construite près du palais des princes khourassanides (1057-1159), habité aussi par les deys mouradites (Mourad, Othman et Youssef), fondé par le corsaire et dey Mourad au XVIIe siècle et modifié par les Zarrouk entre le XVIIIe siècle et le XIXe siècle.

## Architecture
Composée à la base d'un rez-de-chaussée, ses nouveaux propriétaires lui ajoutent une maison pour leurs hôtes et une chambre de repos sur les terrasses (kuchk). La demeure possède d'autres dépendances à usage lucratif, comme un moulin à grains (tahouna) qui approvisionne le Dar Zarrouk en céréales et un four à pain (koucha). D'autre part, elle dispose d'un oratoire privé pour les membres de la famille et d'un jardin intramuros. Mohamed Zarrouk, fils du ministre Mohamed Larbi Zarrouk, édifie à la fin du XIXe siècle trois appartements superposés au-dessus du vestibule (driba) et ouverts sur l'extérieur.